# Вулиця Ореста Субтельного
Ву́лиця О́реста Субте́льного — вулиця в Оболонському районі міста Києва, промислова зона Оболонь. Пролягає від проспекту Степана Бандери до вулиці Миколи Плав'юка (фактично), Вербової вулиці (згідно рішення про найменування).

## Історія
Виникла наприкінці 2010-х під проектною назвою вулиця Проектна 13095. Названа на честь канадського історика українського походження Ореста Субтельного — з 2018 року.